# Wormwood (The Acacia Strain)
Wormwood è il quinto album in studio del gruppo metalcore statunitense The Acacia Strain, pubblicato nel 2010.

## Tracce
Testi di Vincent Bennett, musiche di Daniel Laskiewicz.
1. The Beast – 4:03
2. The Hills Have Eyes – 4:20
3. BTM FDR – 3:51
4. Ramirez – 2:25
5. Terminated – 3:14
6. Nightman – 2:51
7. The Impaler – 4:35
8. Jonestown – 3:18
9. Bay of Pigs – 5:17
10. The Carpathian – 3:17
11. Unabomber – 4:48
12. Tactical Nuke – 5:34